# Чумні пси (роман)
«Чумні пси» (англ. The Plague Dogs) — науково-фантастичний пригодницький роман, написаний британським письменником Річарда Адамса та вперше опублікований у 1977 році Алленом Лейном.
У центрі книги — дружба двох собак, які тікають з лабораторії для випробувань на тваринах і згодом переслідуються урядом та ЗМІ. Як і в дебютному романі Адамса «Небезпечні мандри» (1972), персонажі роману антропоморфні.
У «Чумних псах» використано карти місцевості, намальовані Альфредом Вейнрайтом, мандрівником і письменником. У фіналі книги зустрічаються два реальні персонажі — давній друг Адамса Рональд Локлі та всесвітньо відомий натураліст сер Пітер Скотт. Побачивши рукопис, обидва чоловіки охоче погодилися ототожнити себе з персонажами та думками, які Адамс їм приписав, як показано в передмові до книги.
У 1982 році фантастичний роман «Чумні пси» був адаптований в однойменний анімаційний фільм.

## Сюжет
Ця книга розповідає про втечу двох собак, Роуфа і Сниттера, з державної дослідницької станції в Озерному краї в Англії, де з ними жахливо поводилися. Вони живуть самі по собі з допомогою лиса, який розмовляє з ними на діалекті Джорді. Після того, як голодні собаки нападають на овець на полонині, про них розповідає журналіст. Їх називають лютими монстрами-людожерами. Починається велике полювання на собак, яке згодом посилюється через страх, що собаки можуть бути переносниками небезпечної біологічної зброї, наприклад, бубонної чуми.  Локація «ARSE» (абревіатура від Animal Research, Scientific and Experimental, а також британський сленг, що означає «сідниці») була заснована на віддаленій фермі Лоусон-Парк, яка зараз використовується як резиденція для художників організацією сучасного мистецтва Grizedale Arts.

## Основа в реальності
У вступі до книги Адамс зазначає: «У Озерному краї немає такого місця, як Дослідна станція тварин (наукова та експериментальна). Насправді жодна випробувальна чи експериментальна станція не охоплює такого широкого спектру робіт, як «Дослідження на тваринах». Однак, кожен описаний «експеримент» - це експеримент, який насправді десь проводився на тваринах».

## Адаптації

### Кіно
Як і його попередник «Небезпечні мандри», Мартін Розен зняв і адаптував «Чумних псів» до анімаційного фільму, який вийшов на екрани у 1982 році. На відміну від книги, у фільмі є натяк на те, що лис може бути все ще живий; мисливець, який знайшов його, каже, що він та інші «зловили» лиса, це може означати, що він просто прикидається мертвим. На відміну від фіналу в усіх опублікованих виданнях книги, де описується, як собак врятували з моря, очистили від чуми та возз'єднали з втраченим господарем Сниттера, фільм закінчується так, як Адамс уявляв собі спочатку (до того, як його редактор та інші, хто читав оригінальний текст, переконали його змінити щось): собаки пливуть у море, сподіваючись знайти те, що Сниттер у романі називає «Собачим островом» (хоча Роуф похмуро припускає, що це, швидше за все, острів Мен). Поплававши деякий час, Сниттер врешті-решт приходить до висновку, що острів йому привидівся. Коли він вже готовий здатися і потонути, Роуф стверджує, що бачить острів на власні очі, і вони продовжують боротьбу. Все закінчується тим, що вони зникають у тумані, нібито прямуючи до острова. У титрах фільму острів видніється вдалині, ніби підтверджуючи, що він існує.